# Lugo (Ravena)
Lugo é uma comuna italiana da região da Emília-Romanha, província de Ravena, com cerca de 31.519 habitantes. Estende-se por uma área de 116 km², tendo uma densidade populacional de 272 hab/km². Faz fronteira com Alfonsine, Bagnacavallo, Bagnara di Romagna, Conselice, Cotignola, Fusignano, Massa Lombarda, Mordano (BO), Sant'Agata sul Santerno.

## Demografia
| Variação demográfica do município entre 1861 e 2011                               |
|                                                                                   |
| Fonte: Istituto Nazionale di Statistica (ISTAT) - Elaboração gráfica da Wikipedia |

## Figuras ilustres
- Francesco Baracca
- Giuseppe Compagnoni (1754-1833)
- Gioachino Rossini
- Agostino Codazzi
- Charles Ponzi